# Rod Grams
Rodney Dwight Grams dit Rod Grams est un homme politique américain, né le 4 février 1948 et mort le 8 octobre 2013. Membre du Parti républicain, il représente le Minnesota au Congrès des États-Unis de 1993 à 2001, comme représentant puis sénateur.

## Biographie

### Jeunesse et débuts professionnels
Rod Grams grandit dans sa ferme familiale de Crown, dans l'est du Minnesota. Il étudie au Brown Institute for Media Innovation de Stanford, au collège communautaire d'Anoka Ramsey et au Carroll College.
Il devient présentateur de journal à Helena (Montana), Wausau (Wisconsin), Rockford (Illinois) puis pour KMSP-TV (une chaîne locale des Twin Cities du réseau Fox) en 1982. Il se reconvertit dans l'immobilier quelques années plus tard.

### Membre du Congrès
En 1992, Grams est élu à la Chambre des représentants des États-Unis dans le 6e district du Minnesota. Il rassemble 44,4 % des voix, devant le démocrate sortant Gerry Sikorski (33,2 %) et l'indépendant Dean Barkley (16,1 %). Il est élu au Sénat des États-Unis deux ans plus tard, profitant de la Révolution républicaine.
Durant son mandat de sénateur, Grams divorce de sa première épouse et l'ainé de leurs quatre enfants est arrêté pour des problèmes de drogues. Des rumeurs lui prêtent également une relation avec l'une de ses assistantes (il épousera en secondes noces Christine Gunhus, son ancienne directrice de cabinet).
Ultraconservateur dans un État plutôt démocrate, il est battu après un seul mandat par le démocrate Mark Dayton, qui le devance de plus de cinq points.

### Après le Congrès
Après sa défaite, il achète avec son épouse plusieurs radios de la région de Little Falls et anime des émissions politiques.
Il tente un retour à la Chambre des représentants en 2006, en se présentant face au démocrate Jim Oberstar dans le 8e district du Minnesota. S'il s'estime davantage en accord avec les valeurs conservatrices du district, il est largement battu par Obestar (34,4 % contre 63,6 %).
Diagnostiqué d'un cancer du côlon en avril 2012, il meurt un an et demi plus tard à son domicile du Minnesota,.